# Tomicodon
Tomicodon – rodzaj ryb z rodziny grotnikowatych (Gobiesocidae).

## Klasyfikacja
Gatunki zaliczane do tego rodzaju:
| - Tomicodon absitus - Tomicodon abuelorum - Tomicodon australis - Tomicodon bidens - Tomicodon boehlkei - Tomicodon briggsi - Tomicodon chilensis - Tomicodon clarkei - Tomicodon cryptus - Tomicodon eos - Tomicodon fasciatus | - Tomicodon humeralis - Tomicodon lavettsmithi - Tomicodon leurodiscus - Tomicodon myersi - Tomicodon petersii - Tomicodon prodomus - Tomicodon reitzae - Tomicodon rhabdotus - Tomicodon rupestris - Tomicodon vermiculatus - Tomicodon zebra |